# こんな美人をフルなんて
『こんな美人をフルなんて』（こんなびじんをふるなんて）は、ABEMAのABEMA SPECIALチャンネルで2021年6月13日から7月25日まで配信されていたインターネット番組。

## 概要
ミスコン出場者や芸能事務所主催のオーディションファイナリストなど一般的に「美人」とカテゴライズされる人々にも、フラれた過去を持っている。そして当時別れた相手にも当然フった理由、そして当時は言えずに終わった本当のワケがある。当時は言えずに終わった真相を解きほぐす恋愛トークバラエティ。
MCはお笑いコンビ・ニューヨークが担当。初のABEMA単独MC担当番組となる（『桃色ゲームチャンネル』で週替わりMC経験はあり）。また井上咲楽も同じくABEMAレギュラー番組初MCに就任する。
嶋佐は「がっつり（女性に）“フラれた理由”を聞く、今までやったことのない番組」。屋敷は「（フラれた理由を）まあまあ納得していないところも、言い方悪いですけど面白い」と尖った番組コンセプトを挙げている。

## 出演者

### MC
- ニューヨーク（嶋佐和也、屋敷裕政）
- 井上咲楽

## スタッフ
- ナレーター：岩田光央
- 構成：ビル坂恵、浅井哲郎、桜井智宏
- 音響効果：高取謙、田中汐理
- 技術協力：ニューテレス、ヌーベルアージュ
- 美術：フジアール
- リサーチ：フォーミュレーション、スコープ
- ディレクター：池田修大
- 演出：川口智久
- プロジェクトマネージャー：新納愛
- アシスタントプロデューサー：朝倉久実、鈴木淳司、信澤梨乃
- プロデューサー：濱崎賢一、柴田裕正、中野貴博、村田麻衣
- 制作協力：イースト・ファクトリー[6]
- 制作著作：AbemaTV